# 高時川
高時川（たかときがわ、別名：妹川（いもうとがわ））は、滋賀県長浜市を流れる淀川水系の河川。姉川の支流である。上流部では丹生川と呼ばれており、また一部の流域の住民は姉川に対して、高時川を妹川とも呼ぶ。

## 地理

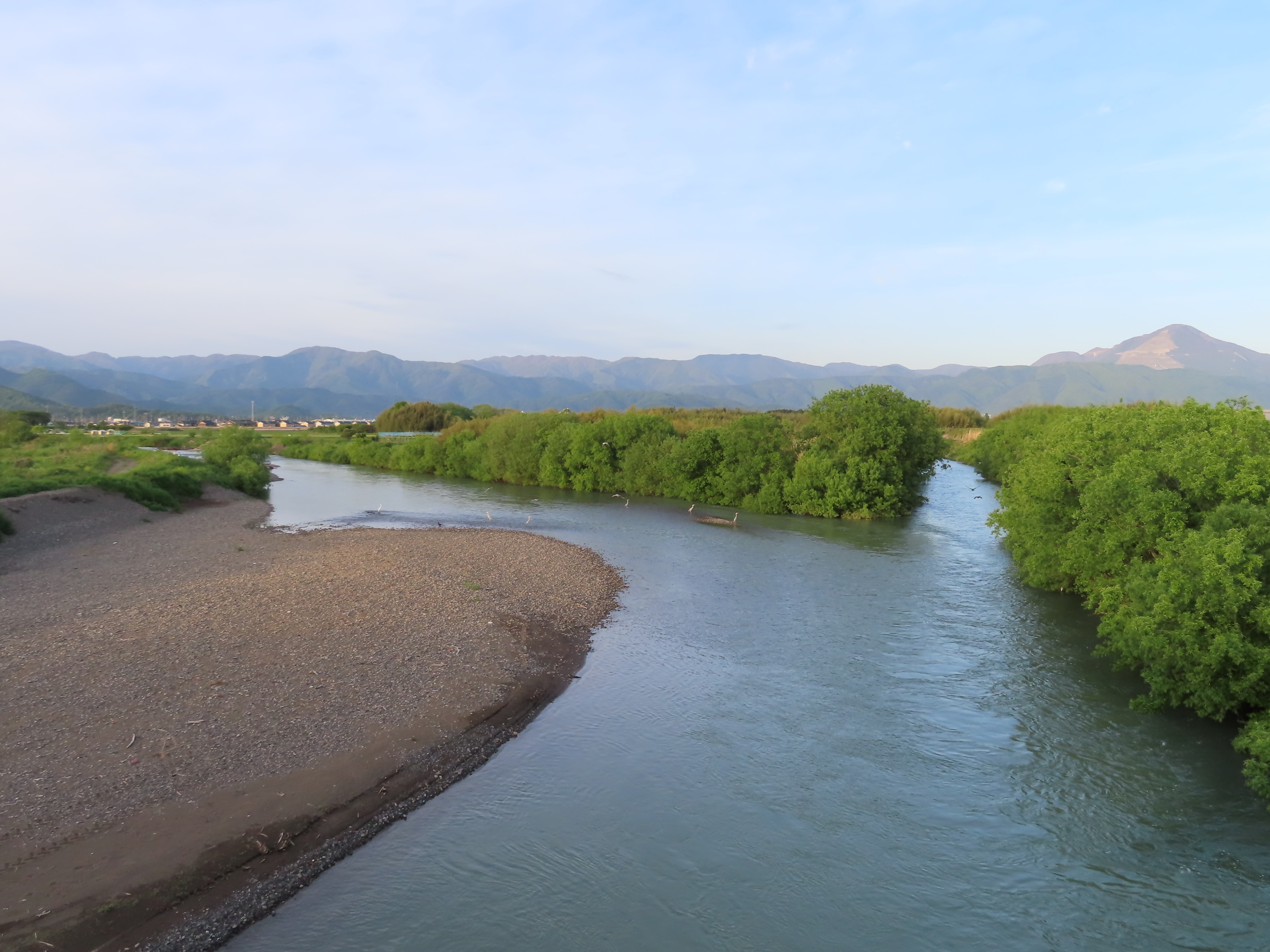
高時川（左）と姉川（右）の合流

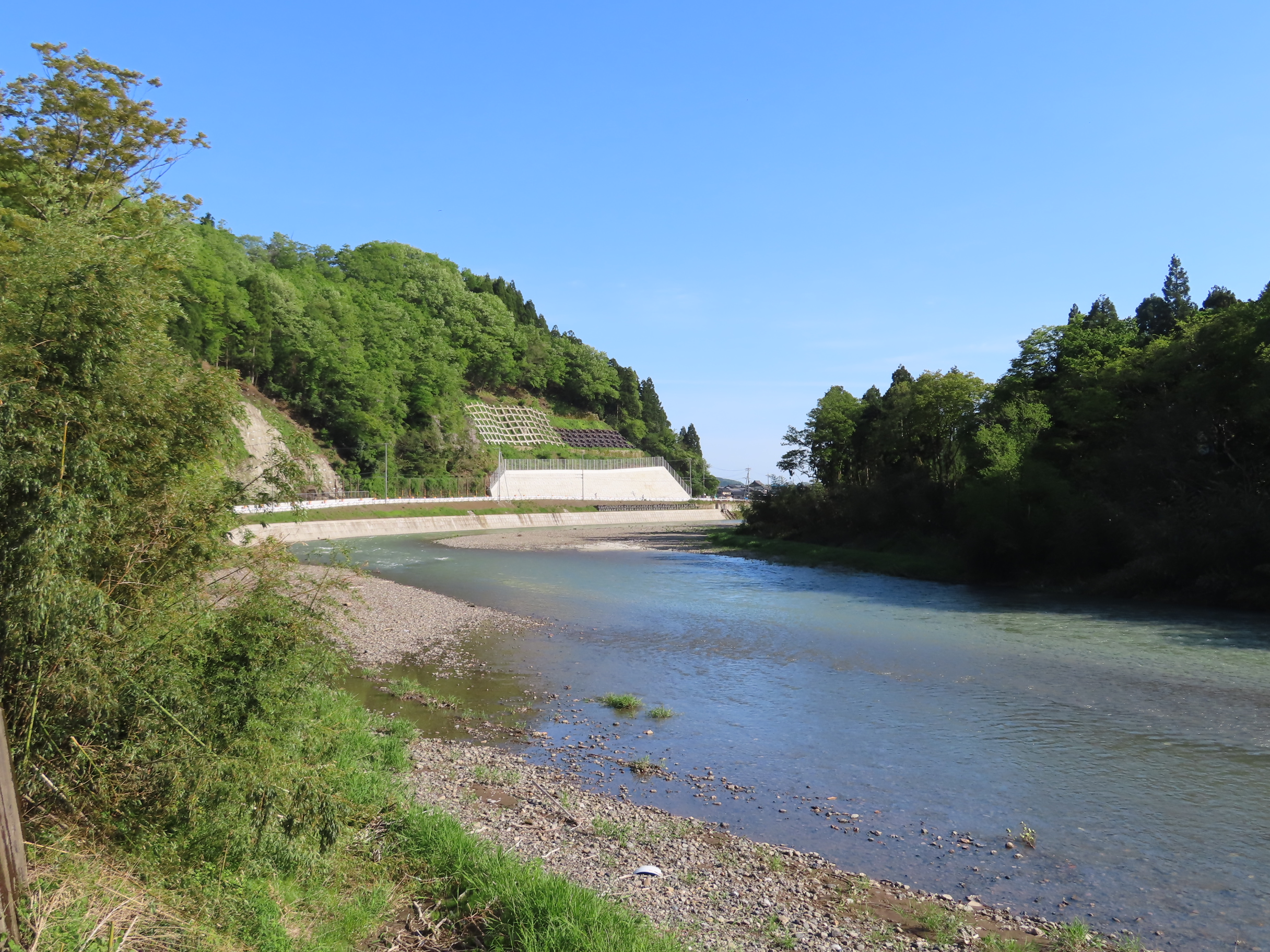
旧高時村付近からのぞむ高時川

福井県との県境に位置する栃ノ木峠を河川の起点し、南下して姉川に合流する。
源流は淀川水系の最北端部に位置し、栃ノ木峠近くには「淀川の源」の石碑が建てられている。最上流の余呉町中河内では谷が開けた区間であるが、蛇行を激しく繰り返しV字渓谷をなす区間もある。下流域では河床上昇に伴い堤防のかさ上げを繰り返したため天井川をなしている。
高時川の流域は北陸・飛騨方面からの多雪域の南西端にあたり、滋賀県内では最も降雪量・積雪量が多い地域にあたる。特に福井県境に近い旧余呉町の山間地域では顕著で、柳ヶ瀬地域気象観測所では年間降水量が約3000 mmに上る。
水質が良好であり、アユやハス、ウグイをはじめ、ビワマス、アマゴ、上流部のイワナ等、数種のマス類も生息する。上流の丹生川や支流の杉野川には、幾つかの鮎の管理釣場があり、シーズン中は鮎釣り師で賑わう。なお、梅雨明け以降の夏季から晩秋に掛けては、完全に渇水することが多い。

## 歴史
中流域にある湖北平野が古くから開発されたため、高時川から取水する用水井も早期に発達したとされる。中世以降は土豪の井口氏が用水井堰を掌握したが、戦国時代に入ると井口氏は浅井氏の被官となり、争いの採決などは浅井氏が行なった。浅井氏の滅亡後は羽柴秀吉が管理し、家臣の早川長政が普請を行なうなどした結果、太閤堤と呼ばれる堤防が現在まで高月地区に残っている。
1965年（昭和40年）から始まった湖北農業水利事業によって高時川幹川用水路が完成し、左岸の山手一帯に用水が確保された。1969年（昭和44年）には建設省（現国土交通省）の事業によって高時川頭首工が完成し、長年に渡って続いた灌漑問題が解決した。
高時川流域の上流部には多くの集落があったが、1960年代後半になるとエネルギー革命の影響で製炭業が不振になり、奥川並、針川、尾羽梨が集団離村した。残った鷲見・針川・尾羽梨の各集落も、1980年代に丹生ダムの建設計画が進展したことにより、1990年代に集団離村している。その後、丹生ダムの建設は、2016年（平成28年）7月までに中止が決定した。

### 2022年の豪雨
2022年（令和4年）8月5日、 集中豪雨により下流域で氾濫が発生。旧余呉町全域の1196世帯（2808人）などに避難指示が出された。国道365号や滋賀県道332号木之本高月線が一時通行止めになるなど影響が出た。この氾濫により堤防の途切れた部分から水が逆流することであえて水をあふれさせる霞堤が治水上で役立ったことが話題となったが、氾濫した土地に対して公的な支援が無いことに疑問の声が上がっている。豪雨によって濁水のため川の底が見えない状況が例年と比べ長期化しており、高時川漁協はアユ漁の営業を中止せざるを得ず、高時川・丹生川両漁協は滋賀県に対して原因調査の要望書を提出した。これを受けて滋賀県は本格的に調査に乗り出すこととなった。調査の結果、2022年8月の豪雨に起きた大規模な浸食によって堆積した川底の泥が大雨の度に巻き上げられること、川岸やスキー場跡の土砂がむき出しのところが新たに浸食され川に流れ込むことが原因とした。対策として継続的なモニタリングのほか、スキー場跡地を緑化する、支流に堰堤を整備するなどを行う方針である。

## 流域の自治体
- 滋賀県
  - 長浜市

## 主な支流
- 杉野川